# Bech (Much)
Bech ist ein Ortsteil der Gemeinde Much im nordrhein-westfälischen Rhein-Sieg-Kreis.

## Geographische Lage
Bech liegt 4,5 km südsüdöstlich des Kernorts von Much. Es befindet sich am Werschbach, dem im Ort der Hohnssiefen zufließt und der beim Höfferhof in die Bröl mündet. Hindurch führt die Landesstraße 312 (Much–Ruppichteroth). Nachbarorte sind Werschberg im Osten bis Südosten und Reinshagen im Westen.

## Einwohner
1901 hatte das Gehöft 11 Einwohner. Haushaltsvorstände waren Müller Peter Michels, Wirt und Mühlenpächter P. J. Müller und Ackerer Heinrich Weber. Eigener Ortsteil war damals Nieder-Bech mit 15 Einwohnern. Hier lebten Ackerer Joh. Peter Berzbach, Ackerin Maria Elisabeth Berzbach, Ackerer Joh. Martin Herkenrath, Ackerer Joh. Kemmerling und Ackerer Peter Josef Müller.